# Île Pilot
L'île Pilot est une île du lac Michigan. L'île est située au large de la pointe de la péninsule de Door et fait partie de Washington Island, dans le Comté de Door, Wisconsin.
Elle fait partie du Green Bay National Wildlife Refuge Un phare abandonné, le phare de l'île Pilot, se trouve sur l'île. l'île Pilot se trouve au milieu de l'ouverture sud du passage de la Porte des Morts au large de la pointe de la péninsule de Door.
L'île Pilot a gagné son nom en raison de l'utilisation de l'île comme «pilote» par les marins passant par le dangereux passage de la Porte des Morts.

## Galerie

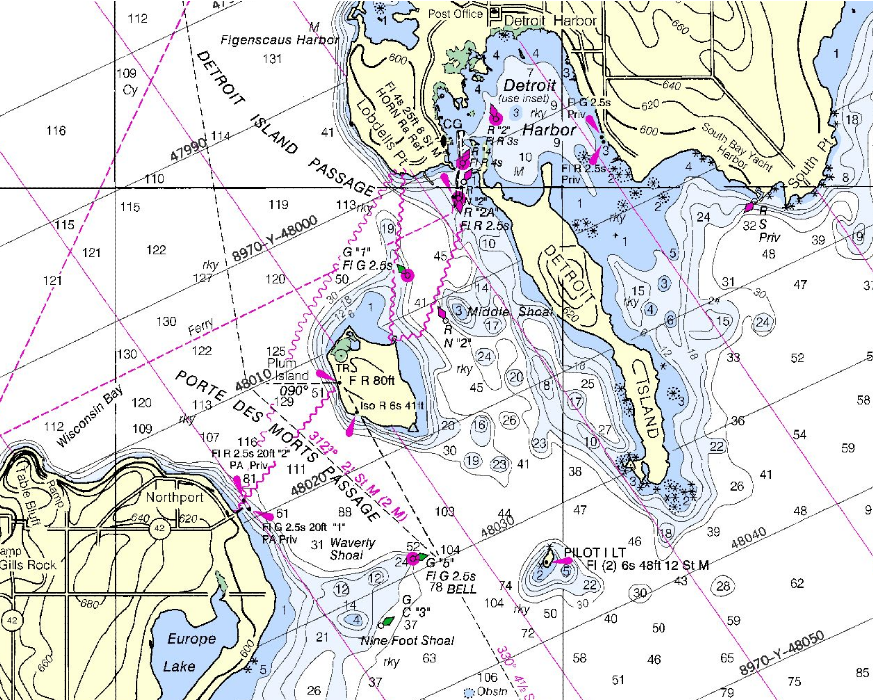
Porte des Morts
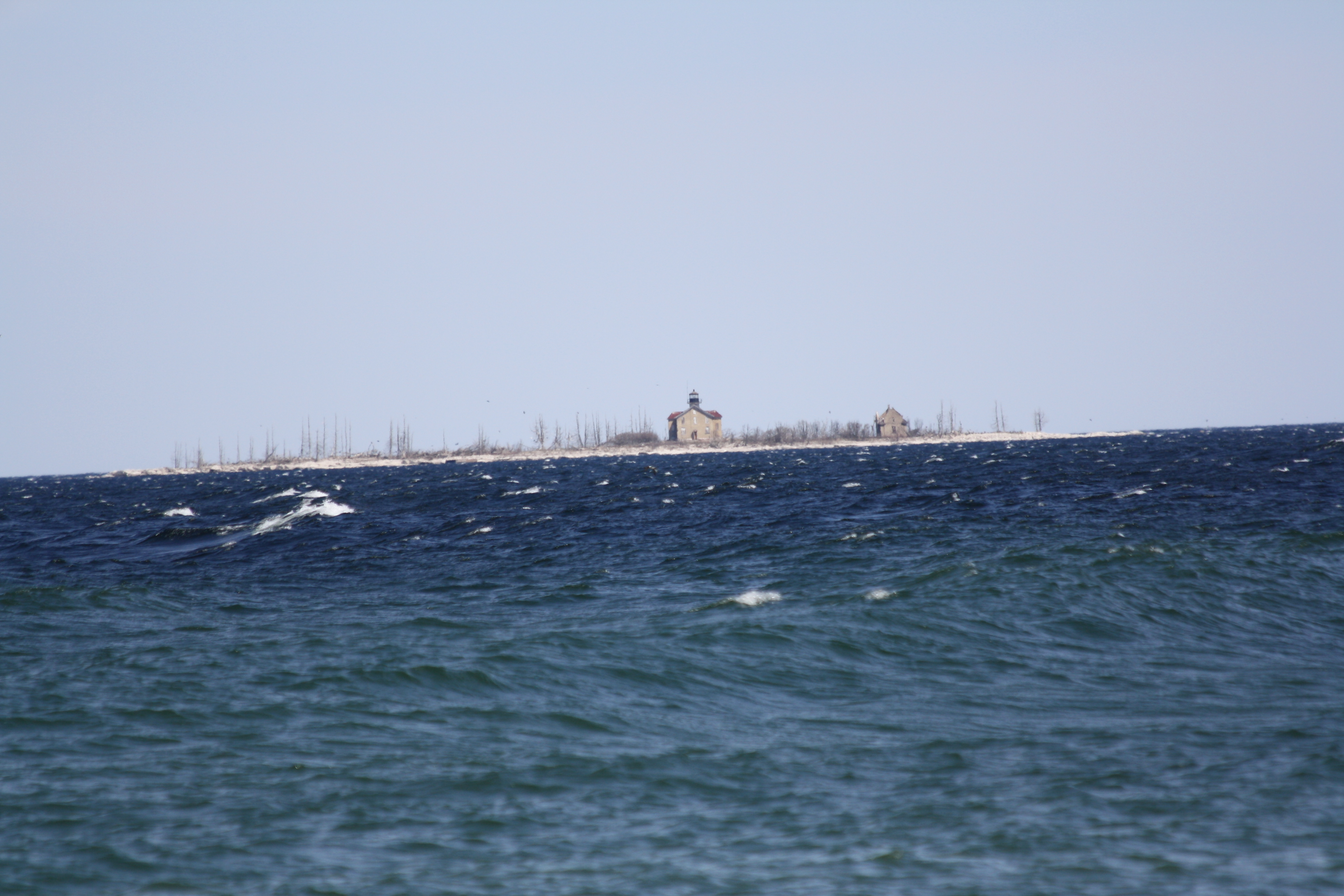
Le phare